# Anna Mendelssohn
Anna Mendleson (1948 – 15 de novembre de 2009) o Anna Mendelssohn, que va escriure amb el nom de ploma de Grace Lake, va ser una escriptora, poeta i activista política anglesa. Provenia d'una família política d'esquerres i es va inspirar en els Maig francès de 1968.
Mendelsohn va ser condemnada per conspiració per la seva activitat com a membre de la guerrilla urbana The Angry Brigade, una sentència que sempre va considerar injusta. Després del seu alliberament va formar una família, va reprendre la seva formació i va dedicar la seva vida a l'art i a la poesia.

## Biografia
Segons Peter Riley a The Guardian, el seu pare era d'origen «jueu i de classe treballadora», va lluitar al bàndol republicà a la Guerra Civil espanyola i va ser conseller laborista a Stockport.
El setembre de 1967, Mendleson va anar a la Universitat d'Essex per a estudiar Literatura anglesa. El maig de 1968 va marxar a París per unir-se a la revolta estudiantil, fet que va tenir una gran influència en el seu pensament polític. El 1969 va abandonar els seus estudis universitaris l'últim any, però va romandre vivint a Wivenhoe prop de la universitat. A principis de 1970 vivia a York Way, a la zona de King's Cross de Londres, i anava de colla amb un grup d'afinitat de la universitat que feia vida comunitària a Stamford Hill.

## Poesia
Després de la seva estada de quatre anys a la presó acusada de falsificació i possessió d'explosius, va adoptar l'ortografia alternativa del seu cognom «Mendelssohn». Més endavant, va viure a Sheffield, on va formar una família i va tenir tres fills. Mendelssohn es va traslladar a Cambridge el 1985.
Va publicar per primera vegada l'any 1986 a través d'una sèrie de fulls volanders fets a casa i distribuïts de mà en mà. L'any 1988 es van publicar dos poemes seus amb el títol La Facciata amb un disseny de portada de la mateixa autora. El 1997 va aparèixer Tondo Aquatique, que tenia com a tema la relació entre l'aigua i el llenguatge. L'any 2000, Salt Publishing va publicar una antologia de la seva poesia.
Mendelssohn va emmalaltir el febrer de 2009 i, posteriorment, se li va diagnosticar un tumor cerebral inoperable al cerebel. A mesura que es va desenvolupar el tumor va quedar incapacitada, depenent de l'atenció hospitalària, i va estar gairebé inconscient durant les últimes dues setmanes abans de la seva mort el novembre de 2009.

## Obra publicada
- I'm working here: the collected poems of Anna Mendelssohn, editat per Sara Crangle, Swindon: Shearsman Books, 2020, ISBN 978-1-84861-714-8